# Rophus
Rophus är en tätort i Sveio kommun i Vestland fylke i västra Norge. Orten ligger vid fylkesväg 47, nära gränsen till Rogaland fylke och Haugesunds kommun.